# Sommer-Paralympics 2024/Teilnehmer (Bermuda)
| stlisierte Goldmedaille | stlisierte Silbermedaille | stlisierte Bronzemedaille |
| ----------------------- | ------------------------- | ------------------------- |
| —                       | —                         | —                         |

Bermuda entsandte für die Paralympischen Spiele 2024 in Paris zwei Atlethinnen.

## Teilnehmer

### Boccia
| Athleten       | Wettbewerb | Rang |
| -------------- | ---------- | ---- |
| Frauen         |            |      |
| Yushae Andrade | Einzel BC1 | 4    |

### Leichtathletik
| Athleten             | Klassifizierung | Wettbewerb | Vorlauf/Vorkampf | Vorlauf/Vorkampf | Halbfinale | Halbfinale | Finale     | Finale | Rang |
| Athleten             | Klassifizierung | Wettbewerb | Zeit/Weite       | Rang             | Zeit/Weite | Rang       | Zeit/Weite | Rang   | Rang |
| -------------------- | --------------- | ---------- | ---------------- | ---------------- | ---------- | ---------- | ---------- | ------ | ---- |
| Frauen               |                 |            |                  |                  |            |            |            |        |      |
| Jessica Cooper Lewis | T53             | 100 m      |                  |                  |            |            |            |        |      |
| Jessica Cooper Lewis | T53             | 400 m      |                  |                  |            |            |            |        |      |